# غروك (سيريك)
غروك هي مدينة في مقاطعة سيريك، إيران. عدد سكان هذه المدينة هو 4,008 في سنة 2016.